# Christine Ebersole
Christine Ebersole (Winnetka, Illinois,  21 de febrero de 1953) es una actriz y cantante estadounidense. Conocida por ser Caterina Cavalieri en Amadeus.

## Primeros años
Christine Ebersole nació en Winnetka, en el condado de Illinois. Es hija de Mariana Esther Goodley y Robert "Bob" Ebersole, que fue presidente de una compañía de acero en Milwaukee, Wisconsin. Cursó estudios secundarios en la New Trier High School y asistió al MacMurray College. Egresó de la American Academy of Dramatic Arts en 1975.

## Carrera
Ebersole formó parte del reparto de Saturday Night Live entre 1981 y 1982 y recibió una nominación a los Premios Emmy por el drama One Life to Live. Entre sus numerosos créditos televisivos figuran Boston Legal, Samantha ¿qué?, Law & Order: Special Victims Unit y los telefilmes Gypsy y The Dollmaker. También apareció en los especiales de la PBS TV Ira Gershwin at 100: A Celebration at Carnegie Hall y The Rogers & Hart Story: Thou Swell, Thou Witty.
Ebersole ha grabado tres discos: Christine Ebersole: Live at the Cinegrill, In Your Dreams: Christine Ebersole with Billy Stritch y Sunday in New York: Christine Ebersole and Billy Stritch.

## Premios
Ebersole ha ganado dos premios Tony, el más reciente por su papel en el musical de Broadway Grey Greens. La producción la llevó a obtener en 2007 el premio Tony a la Mejor Actriz Protagonista en un Musical por su doble interpretación de Edith Bouvier Beale y "Little" Edie Beale. Además, recibió un Outer Critics Circle Award un premio Obie y un premio Drama Desk a la Mejor Actriz en un Musical y una mención especial del New York Drama Critics.
Ganó su primer premio Tony en 2001 por 42nd Street, que la llevó a obtener el Premio a la Mejor Actriz Protagonista en un Musical así como el Outer Critics Circle Award. Ebersole también cautivó al público de Broadway con Dinner at Eight, galardonado en 2003 con un Tony y una nominación a los Outer Critics y con Magnolias de acero.
En el Off-Broadway, trabajó en Talking Heads, de Alan Bennett. En febrero, participó en una nueva versión de Un espíritu burlón junto a Rupert Everett y Angela Lansbury.

## Vida privada
Estuvo casada con Peter Bergman entre 1976 y 1981. En 1988 se casó con Bill Moloney, con quien adoptó tres hijos: Elijah, Mae Mae y Aron. 
Es tía política de la actriz Janel Moloney. Vive en Maplewood (Nueva Jersey) con su familia.

## Filmografía

### Cine
| Año  | Título                                                                       | Personaje             | Notas |
| ---- | ---------------------------------------------------------------------------- | --------------------- | ----- |
| 1982 | Tootsie                                                                      | Linda                 |       |
| 1984 | Amadeus                                                                      | Caterina Cavalieri    |       |
| 1984 | Thief of Hearts                                                              | Janie Pointer         |       |
| 1988 | Mac and Me (Mi amigo Mac [Esp])                                              | Janet Cruise          |       |
| 1990 | Ghost Dad (El fantasma de papá [Esp])                                        | Carol                 |       |
| 1991 | Dead Again                                                                   | Lydia Larsen          |       |
| 1992 | Folks! (Cómo sobrevivir a la familia [Esp])                                  | Arlene Aldrich        |       |
| 1992 | The Lounge People                                                            | Cynthia Lewis         |       |
| 1994 | My Girl 2 (Mi primer beso 2 [Esp])                                           | Rose Zsigmond         |       |
| 1994 | Richie Rich (Ricky Ricón [Esp])                                              | Regina Ricón          |       |
| 1996 | Black Sheep                                                                  | Gobernadora Tracy     |       |
| 1996 | Pie in the Sky                                                               | Mamá Dunlap           |       |
| 1997 | 'Til There Was You                                                           | Beebee Musgo          |       |
| 1999 | My Favorite Martian (Mi marciano favorito [Esp])                             | Mrs. Brown            |       |
| 1999 | True Crime                                                                   | Bridget Rossiter      |       |
| 2009 | Confessions of a Shopaholic (Confesiones de una compradora compulsiva [Esp]) | TV Show Host          |       |
| 2010 | The Drawn Together Movie: The Movie                                          | Bossom Buddies Singer |       |
| 2013 | The Big Wedding (Mejor... ¡Ni me caso! [Esp])                                | Muffin                |       |
| 2013 | The Wolf of Wall Street (El lobo de Wall Street [Esp])                       | Leah Belfort          |       |
| 2019 | Steven Universe: The Movie                                                   | White Diamond         |       |
| 2019 | Driveways                                                                    | Linda                 |       |

### Televisión
| Año           | Título                                | Personaje                  | Notas |
| ------------- | ------------------------------------- | -------------------------- | --- |
| 1977-1980     | Ryan's Hope                           | Lily Darnell               | 12 Episodios                                                                                              |
| 1981-1982     | Saturday Night Live                   | Varios                     | 20 Episodios                                                                                              |
| 1982          | Love, Sidney                          | Enfermera Loring           | Episodio: "The Accident"                                                                                  |
| 1983-1985     | One Life to Live                      | Maxie McDermott            | Episodios desconocidos. Nominada: Premio Daytime Emmy a la mejor actriz de reparto en una serie dramática |
| 1984          | The Dollmaker                         | Srta. Vashinski            | Película de televisión                                                                                    |
| 1986          | Valerie (La familia Hogan [Esp])      | Barbara Goodwin            | 6 Episodios                                                                                               |
| 1986          | Acceptable Risks                      | Lee Snyder                 | Película de televisión                                                                                    |
| 1986-1989     | The Cavanaughs                        | Kit Cavanaugh              | 26 Episodios                                                                                              |
| 1990          | American Dreamer                      | Kathleen                   | 2 Episodios                                                                                               |
| 1990          | Murphy Brown                          | Maddy                      | Episodio: "The Bummer of 42"                                                                              |
| 1991          | Empty Nest                            | Laura                      | Episodio: "All About Harry"                                                                               |
| 1992          | Rachel Gunn, R.N.                     | Rachel Gunn                | 13 Episodios                                                                                              |
| 1993          | Dying to Love You                     | Cheryl New                 | Película de televisión                                                                                    |
| 1993          | Gypsy                                 | Tessie Tura                | Película de televisión                                                                                    |
| 1996          | Hey Arnold! (¡Oye, Arnold! [Esp])     | Lana Vail                  | Voz. Episodio: "Heat/Snow"                                                                                |
| 1996          | An Unexpected Family                  | Ruth Whitney               | Película de televisión                                                                                    |
| 1998          | Ally McBeal                           | Marie Stokes               | Episodio: "Just Looking"                                                                                  |
| 1998          | Just Shoot Me!                        | Margo Langhorne            | Episodio: "How Nina Got Her Groove Back"                                                                  |
| 1999          | Double Platinum                       | Peggy                      | Película de televisión                                                                                    |
| 2000          | Mary and Rhoda                        | Cecile Andrews             | Película de televisión                                                                                    |
| 2001          | Will & Grace                          | Candy Pruitt               | Episodio: "Poker? I Don't Even Like Her"                                                                  |
| 2003          | The Electric Piper                    | Pat Dixon                  | Voz. Película de televisión                                                                               |
| 2003          | An Unexpected Love                    | Sandy                      | Película de televisión                                                                                    |
| 2004          | Crossing Jordan                       | Sra. Maguire               | Episodio: "Fire in the Sky"                                                                               |
| 2005-2006     | Related                               | Renee                      | 10 Episodios                                                                                              |
| 2008          | Cashmere Mafia                        | Lily Parrish               | 2 Episodios                                                                                               |
| 2008          | Boston Legal                          | Sunny Fields               | Episodio: "Indecent Proposals"                                                                            |
| 2008          | Lipstick Jungle                       | Maureen                    | Episodio: "Chapter Fifteen: The Sisterhood of the Traveling Prada"                                        |
| 2008          | Law & Order: Special Victims Unit     | Hilary Regnier             | Episodio: "Smut"                                                                                          |
| 2009          | Samantha Who? (Samantha, ¿qué? [Esp]) | Amy                        | Episodio: "The Sister"                                                                                    |
| 2009-2015     | Royal Pains                           | Sra. Newberg               | Personaje recurrente                                                                                      |
| 2010          | Ugly Betty                            | Frances                    | Episodio: "The Passion of the Betty"                                                                      |
| 2011          | Retired at 35                         | Susan                      | 4 episodios                                                                                               |
| 2012-2014     | Sullivan & Son                        | Carol Walsh                | 33 episodios                                                                                              |
| 2013          | American Horror Story: Coven          | Anna-Lee Leighton          | 2 episodios                                                                                               |
| 2015          | Unbreakable Kimmy Schmidt             | Helene                     | Episodio: "Kimmy's in a Love Triangle!"                                                                   |
| 2015          | Madam Secretary                       | Primera dama Lydia Dalton  | Episodio: "Waiting For Taleju"                                                                            |
| 2016          | Crisis in Six Scenes                  | Eve                        | Episodio: "Episode 6"                                                                                     |
| 2016          | Search Party                          | Mariel                     | 2 Episodios                                                                                               |
| 2018          | Pose                                  | Bobbi                      | Episodio: "Giving and Receiving"                                                                          |
| 2018 - 2019   | Steven Universe                       | White Diamond, White Pearl | Voz. 3 Episodios                                                                                          |
| 2018-2019     | Blue Bloods                           | Lena Janko                 | 3 Episodios                                                                                               |
| 2019-presente | Bob Hearts Abishola                   | Dorothy "Dottie" Wheeler   | Personaje principal                                                                                       |
| 2020          | Steven Universe Future                | White Diamond              | Voz. 2 Episodios                                                                                          |
| 2021          | The Kominsky Method                   | Estelle                    | 2 Episodios (T 3)                                                                                         |

## Teatro
| Año     | Título                    | Personaje            | Sede                                |
| ------- | ------------------------- | -------------------- | ----------------------------------- |
| 1975–76 | Angel Street              | Nancy (Reemplazo)    | Lyceum Theatre                      |
| 1978–79 | On the 20th Century       | Agnes (Bajo estudio) | St. James Theatre                   |
| 1979–80 | Oklahoma!                 | Ado Annie            | Palace Theatre                      |
| 1980    | Camelot                   | Guenevere            | New York State Theatre              |
| 1985    | Harrigan 'N Hart          | Greta Granville      | Longacre Theatre                    |
| 1996    | Getting Away with Murder  | Dossie Lustig        | Broadhurst Theatre                  |
| 2000    | Gore Vidal's The Best Man | Mabel Cantwell       | Virginia Theatre                    |
| 2001–02 | 42nd Street               | Dorothy Brock        | Ford Center for the Performing Arts |
| 2002–03 | Dinner at Eight           | Millicent Jordan     | Vivian Beaumont Theatre             |
| 2005    | Steel Magnolias           | M'Lynn               | Lyceum Theatre                      |
| 2006–07 | Grey Gardens              | Little Edie Beale    | Walter Kerr Theatre                 |
| 2009    | Blithe Spirit             | Elvira               | Shubert Theatre                     |
| 2017    | War Paint                 | Elizabeth Arden      | Nederlander Theatre                 |